# Chrisye
Chrismansyah Rahadi (16 de setembro de 1949 – 30 de março de 2007) mais conhecido como Chrisye foi um cantor pop indonésio que trabalhou por 40 anos, durante esse período ganhou diversos prêmios e em 2011, quatro anos após sua morte, a Rolling Stone o caracterizou como um dos melhores músicos da Indonésia.